# Boris Gujić
Boris Gujić (ur. 9 lipca 1986) – bośniacki piłkarz, występujący na pozycji pomocnika.